# Ruben Loftus-Cheek
Ruben Ira Loftus-Cheek (Lewisham, Londres, Inglaterra, Reino Unido, 23 de enero de 1996) es un futbolista británico de ascendencia guyanesa, que juega de centrocampista en el A. C. Milan de la Serie A de Italia.

## Trayectoria
Se formó en la cantera del Chelsea F. C. desde los ocho años. Su debut con el primer equipo se produjo el 10 de diciembre de 2014 ante el Sporting de Lisboa, en un encuentro de la Liga de Campeones 2014-15. En Premier League jugó sus primeros minutos fueron ante el Manchester City F. C. el 31 de enero de 2015, en la jornada 23 de la temporada 2014-15, en la cual sustituyó a Oscar en el minuto 89. Al final de esa misma campaña se proclamó campeón de la Liga Juvenil de la UEFA con el equipo juvenil del Chelsea. El 2 de abril de 2016 logró su primer tanto en Premier League en una victoria por 0 a 4 ante el Aston Villa.
Tras dos temporadas con muy pocos minutos, fue cedido al Crystal Palace F. C. de cara a la campaña 2017-18. A lo largo de la temporada se vio mermado por varias lesiones, pero fue titular cuando estuvo disponible.
El 25 de octubre de 2018 logró su primer hat-trick con el Chelsea F. C. en la victoria por 3 a 1 ante el BATE Borisov en Liga Europa.
El 5 de octubre de 2020 volvió a ser cedido, marchándose al Fulham F. C. hasta final de temporada.

## Selección nacional
Pasó por todas las categorías inferiores de la selección inglesa.
El 10 de noviembre de 2017 debutó con el equipo absoluto en un amistoso ante Alemania. Formó parte de la convocatoria de 23 jugadores que acudió al Mundial de Rusia de 2018, donde participó en cuatro encuentros.

### Participaciones en Copas del Mundo
| Mundial           | Sede  | Resultado    | Partidos | Goles |
| ----------------- | ----- | ------------ | -------- | ----- |
| Copa Mundial 2018 | Rusia | Cuarto lugar | 4        | 0     |

## Estadísticas

### Clubes
Actualizado al último partido disputado el 24 de mayo de 2025.
| Club                            | Div.          | Temporada     | Liga  | Liga  | Copas nacionales | Copas nacionales | Copas internacionales | Copas internacionales | Total | Total |
| Club                            | Div.          | Temporada     | Part. | Goles | Part.            | Goles            | Part.                 | Goles                 | Part. | Goles |
| ------------------------------- | ------------- | ------------- | ----- | ----- | ---------------- | ---------------- | --------------------- | --------------------- | ----- | ----- |
| Chelsea F. C. Inglaterra        | 1.ª           | 2014-15       | 3     | 0     | 0                | 0                | 1                     | 0                     | 4     | 0     |
| Chelsea F. C. Inglaterra        | 1.ª           | 2015-16       | 13    | 1     | 3                | 1                | 1                     | 0                     | 17    | 2     |
| Chelsea F. C. Inglaterra        | 1.ª           | 2016-17       | 6     | 0     | 5                | 0                | 0                     | 0                     | 11    | 0     |
| Crystal Palace F. C. Inglaterra | 1.ª           | 2017-18       | 24    | 2     | 1                | 0                | —                     | —                     | 25    | 2     |
| Crystal Palace F. C. Inglaterra | Total club    | Total club    | 24    | 2     | 1                | 0                | 0                     | 0                     | 25    | 2     |
| Chelsea F. C. Inglaterra        | 1.ª           | 2018-19       | 24    | 6     | 5                | 0                | 11                    | 4                     | 40    | 10    |
| Chelsea F. C. Inglaterra        | 1.ª           | 2019-20       | 7     | 0     | 2                | 0                | 0                     | 0                     | 9     | 0     |
| Chelsea F. C. Inglaterra        | 1.ª           | 2020-21       | 1     | 0     | 0                | 0                | 0                     | 0                     | 1     | 0     |
| Fulham F. C. Inglaterra         | 1.ª           | 2020-21       | 30    | 1     | 2                | 0                | —                     | —                     | 32    | 1     |
| Fulham F. C. Inglaterra         | Total club    | Total club    | 30    | 1     | 2                | 0                | 0                     | 0                     | 32    | 1     |
| Chelsea F. C. Inglaterra        | 1.ª           | 2021-22       | 24    | 0     | 8                | 1                | 8                     | 0                     | 40    | 1     |
| Chelsea F. C. Inglaterra        | 1.ª           | 2022-23       | 25    | 0     | 1                | 0                | 7                     | 0                     | 33    | 0     |
| Chelsea F. C. Inglaterra        | Total club    | Total club    | 103   | 7     | 24               | 2                | 28                    | 4                     | 155   | 13    |
| A. C. Milan · Italia            | 1.ª           | 2023-24       | 29    | 6     | 1                | 0                | 10                    | 4                     | 40    | 10    |
| A. C. Milan · Italia            | 1.ª           | 2024-25       | 18    | 0     | 3                | 0                | 6                     | 0                     | 27    | 0     |
| A. C. Milan · Italia            | Total club    | Total club    | 47    | 6     | 4                | 0                | 16                    | 4                     | 67    | 10    |
| Total carrera                   | Total carrera | Total carrera | 204   | 16    | 31               | 2                | 44                    | 6                     | 279   | 25    |

## Palmarés

### Títulos nacionales
| Título              | Club          | País       | Año     |
| ------------------- | ------------- | ---------- | ------- |
| Premier League      | Chelsea F. C. | Inglaterra | 2014-15 |
| Premier League      | Chelsea F. C. | Inglaterra | 2016-17 |
| Supercopa de Italia | A. C. Milan   | Italia     | 2024    |

### Títulos internacionales
| Título                 | Club          | Sede              | Año     |
| ---------------------- | ------------- | ----------------- | ------- |
| Liga Europa de la UEFA | Chelsea F. C. | Bakú              | 2018-19 |
| Supercopa de la UEFA   | Chelsea F. C. | Irlanda del Norte | 2021    |